# Andreas Sobczyk
Andreas Sobczyk (* 4. Juli 1979 in Straubing) ist ein deutscher Blues-, Boogie-Woogie- und Swing-Pianist und Musikpädagoge.

## Leben und Wirken
Neben seiner Leidenschaft für traditionellen Jazz studierte er klassisches Klavier (Instrumentalpädagogik und Konzertfach) an den Musikhochschulen Nürnberg und Charkow bei Gabriel Rosenberg. Im Alter von 18 Jahren gastierte er auf dem Tollwood-Festival München, Jazzfrühling Kempten und vielen Clubkonzerten im süddeutschen Raum. Neben den Altmeistern des Boogiepianos wie Pete Johnson und Meade Lux Lewis ist sein Spiel hauptsächlich inspiriert vom Stil der Pianisten des Kansas City Jazz wie Count Basie oder Jay McShann sowie von den Pionieren des New Orleans Jazz wie Jelly Roll Morton oder King Oliver. Neben seinen ständigen Partnern Karol Hodas (Kontrabass) und Peter Müller (Schlagzeug) musiziert Andreas Sobczyk regelmäßig mit Tommie Harris, Denise Gordon, Tricia Boutté, Stephan Holstein, Malo Mazurie oder dem australischen Gitarristen David Blenkhorn. Von 2008 bis 2017 war er Pianist der österreichischen Formation Norbert Schneiders R&B Caravan später Norbert Schneider Band sowie seit 2013 der legendären Original Storyville Jazzband Vienna, die 2010 ihr fünfzigstes Jubiläum feierte.
Seit 2019 leitet er die internationale Formation Sob & the czyks, mit der er in den Schweizer Powerplay Studios initiiert von Robert Merker mehrere analog live to two track aufgenommene LPs einspielte.
2023 war er Teil einer von Dani Gugolz initiierten recording session zusammen mit Dan Barrett, Scott Robinson, Robert Kyle, Oliver Mewes, Peter Müller, Alex Schultz, Dave Blenkhorn uva.
In seiner Heimatstadt Straubing (Niederbayern) sowie seinem langjährigen Wohnort Wien organisiert er jährlich eine Jazznight mit internationalen Gästen. Daneben ist Sobczyk als Musikpädagoge tätig.

## Auszeichnungen
- Jugend jazzt (1996): 3. Platz
- Bandwettbewerb des bayerischen Rundfunks (1998): 2. Platz – mit der Band Guard Against Fish
- Kulturförderpreis der Dresdner Bank (2003)
- Kulturförderpreis der Stadt Straubing (2003)
- Förderpreis der Musikhochschule Nürnberg für herausragende Leistungen im Rahmen des Klavierpädagogischen Studiums (2004)
- Wettbewerb des Mozartvereins Nürnberg (2005): 3. Platz mit Nemanja Bugarcic (Geige)
- Austrian Blues Award (2009): zusammen mit Norbert Schneiders R&B Caravan

## Diskographische Hinweise
- The Real Blues & Boogie Woogie (mit Elli Erl (Gesang) und Thomas Schöfer (Saxophon), PK Records; 1998)
- Boogie Blues & More (mit Peter Müller (Schlagzeug) und Franz Luttenberger (Kornett), Styx Records; 2007)
- Like It Is (mit Norbert Schneider (Gesang, Gitarre), Dani Gugolz (Bass) und Peter Müller (Schlagzeug), Styx Records; 2009)
- Andreas Arlt All Time Favorites (mit Frank Peters (Gesang),  Tom Müller (Tenor-, Baritonsaxophon), Dani Gugolz (Kontrabass), Peter Müller (Schlagzeug), Martin Grünzweig (Posaune); 2011)
- Sobczyk Blenkhorn Hodas (mit Dave Blenkhorn und Karol Hodas), live at Jazzland Vienna (Styx Records 2018)
- Sob & the Czyks (mit Denise Gordon, Malo Mazurie, Stephan Holstein, Andreas Dombert, Karol Hodas, Peter Müller), a soulful journey (Swinging Gate Records 2020)
- Sob & the Czyks (mit Denise Gordon, Malo Mazurie, Stephan Holstein, Andreas Dombert, Karol Hodas, Peter Müller), a soulful journey Vol II (Swinging Gate Records 2021)